# Cerastium barberi
Cerastium barberi là loài thực vật có hoa thuộc họ Cẩm chướng. Loài này được B.L.Rob. mô tả khoa học đầu tiên năm 1905.